# BiBoB
BiBoB var et dansk lavpris mobiltelefonselskab stiftet af Frank Rasmussen, som også har grundlagt mobilselskabet Telmore og internetudbyderen Image Scandinavia. BiBoB anvendte Telenors netværk, som i løbet af år 2013 blev slået sammen med Telias netværk som led i en langsigtet plan, der blandt andet skulle give Bibob adgang til 4G og en mere fintmasket 3G dækning. Bibob blev tilsluttet 4G netværket, som i efteråret 2013 kunne levere hastigheder på optil 17 til 71 mbit/s.
Bibob blev d. 22. februar 2016 lukket ned og alle kunder blev flyttet til søsterselskabet CBB Mobil.

## Historie
På startdagen den 13. oktober 2007 nåede godt 5.000 kunder at tilmelde sig. Pr. 1. januar 2008 havde antallet af kunder passeret 30.000 kunder
Da virksomheden den 5. maj 2009 blev solgt til Telenor Danmark, havde man en kundebase på 69.000. BiBoB fortsætte som et selvstændigt brand indtil februar 2016.